# Clubiona deterrima
Clubiona deterrima là một loài nhện trong họ Clubionidae.
Loài này thuộc chi Clubiona. Clubiona deterrima được Embrik Strand miêu tả năm 1904.